# Hypsicera obsoleta
Hypsicera obsoleta är en stekelart som först beskrevs av Pierre L. G. Benoit 1955.  Hypsicera obsoleta ingår i släktet Hypsicera och familjen brokparasitsteklar. Inga underarter finns listade i Catalogue of Life.